# نادي ريو أفي
نادي ريو أفي لكرة القدم (بالبرتغالية: Rio Ave Futebol Clube‏) هو نادي كرة قدم برتغالي تأسس في سنة 1939 في منطقة فيلا دا كوندا في شمال البرتغال، إسمه أتى من نهر أفي، اسم ملعبه هو إستاديو دو ريو أفو ويسع ل 12 ألف متفرج، يلعب النادي في الدوري البرتغالي لكرة القدم واحتل المركز السادس في 2013.